# 1109
1109 (MCIX) je bilo navadno leto, ki se je po julijanskem koledarju začelo na petek.

## Dogodki

### Evropa

#### Poljsko-nemški konflikt
- Poljski vojvoda in ogrski zaveznik Boleslav III. napade Češko pod vodstvom vojvode Svjatopolka, ki zapusti vojsko rimsko-nemškega cesarja Henrika V., da bi se spopadel s Poljaki. Ker so Čehi predstavljali udarno jedro cesarske vojske, je to močna izguba za načrte cesarja Henrika V.↓
- → Nemški cesar Henrik V. končno usliši leta 1106 odstavljenega poljskega sovladarja Zbigniewa in poljskemu vojvodi Boleslavu III. postavi nesprejmljive pogoje, zadostne za casus belli.
- 10. avgust - Bitka pri Nakłu: poljski vojvoda Boleslav III. si s popolno zmago nad Pomorjani zavaruje hrbet.↓
  - Istočasno začne nemška cesarska vojska oblegati mesto Głogów.
- 24. avgust:
  - Bitka pri Głogówu: ker Henrik V. za zaščito oblegovalnih naprav uporabi otroške talce, ki so mu jih med pogajanji bili predali meščani Głogówa, s tem razjari meščane, ki ga z uspešnimi gverilskimi napadi odvrnejo od obleganja mesta.
  - Bitka na Pasjem polju: cesarska vojska Henrika V. še istega dne med umikom iz mesta Głogów pade v zasedo, ki jo je pripravil poljski vojvoda Boleslav III.. Cesar Henrik V. se je primoran umakniti s Poljske.
- Po bitkah je bil v atentatu, ki so ga izvedli podporniki odstavljenega Borživoja, ubit češki vojvoda Svjatopolk. Ob podpori Henrika V. ga nasledi mlajši brat Vladislav.

#### Norveški križarski pohod in rekonkvista
- Tekom pomladi in poletja Norvežani pod vodstvom kralja Sigurda sodelujejo v rekonkvisti: zavzamejo in zmasakrirajo mesto Sirto, oplenijo Lizbono in v kombinaciji "oplenijo-zmasakrirajo" mesto Al Qaşr.↓
- → V drugi polovici leta Norvežani oplenijo Balearske otoke in se z bogatim plenom odpravijo naprej proti Sveti deželi. 1110 ↔
- Poroka med kastiljsko princeso Urako in aragonskim kraljem Alfonzom I.. Kastiljski kralj Alfonz VI. poskuša doseči večjo povezanost med kraljevinama Kastilija in mnogo manjšim Aragonom. 1110 ↔
- Almoravidski sultanat: almoravidski sultan Ali ibn Jusuf uvrsti dela islamskega teologa Al-Gazalija na črno listo krivoverskih del. Tega leta poteka javna obsodba njegovih del pred Veliko mošejo v Kordobi.
- Tega leta hkrati sultan Ali ibn Jusuf neuspešno oblega Toledo.

#### Grofija Tripoli
- Touluški grof Bertrand, sin Rajmonda IV., zahteva očetov dedni delež v Sveti deželi, ki pa je precej pičel in obsega nezavarovan, ozek sto kilometerski pas obale med Kneževino Antiohijo in Jeruzalemskim kraljestvom z neosvojenim Tripolijem na sredini. Po Rajmondovi smrti Tripoli že več let neuspešno oblega regent Vilijem-Jordan. ↓
- → Bertrand sklene koalicijo z jeruzalemskim kraljem Baldvinom I. in edeškim grofom Baldvinom II. proti regentu Vilijemu-Jordanu, ki mu asistira antiohijski regent Tankred. Spor rešijo s kompromisom pol-pol in ↓
- 12. julija → križarji s pomočjo Genovčanov osvojijo Tripolis.↓
- → Vilijem-Jordan zaradi okužbe rane, ki mu jo je zadala puščica, umre nekaj dni kasneje. Grofijo kot celoto prevzame Bertrand.
  - Edine neosvojene muslimanske obalne eksklave obdane s križarskimi državami so še mesta Sidon, Tir in Bejrut.

#### Ostalo v Evropi
- Anžujskega grofa Fulka IV. nasledi njegov sin Fulk V., tudi bodoči jeruzalemski kralj.
- Ogrski kralj Koloman priključi Nitransko kneževino Ogrski (gre za ozemlje, ki grobo ustreza današnji Slovaški).

## Rojstva
- 25. junij - Alfonz I., portugalski kralj († 1185)
- 29. oktober - Indžong, 17. korejski kralj dinastije Gorjeo († 1146)

Neznan datum
- Al-Rašid, abasidski kalif († 1138)
- Abul-Hasan al-Hasan ibn Ali, zadnji ziridski vladar († 1171)
- Bertrand de Blanchefort, 6. veliki mojster templarjev († 1169)

## Smrti
- 14. april - Fulk IV., grof Anjouja (* 1043)
- 21. april - Anzelm iz Canterburyja, italijanski filozof, teolog in nadškof Canterburyja (* 1033)
- 30. junij - Alfonz VI., kralj Kastilije in Leona (* 1040)
- 21. september - Svatopluk Olomuški, češki vojvoda (* okoli 1080)

Neznan datum
- Evpraksija Vsevolodovna, soproga Henrika IV. (* 1067)
- Vilijem-Jordan, grof Cerdanyje in Tripolija